# Мара випробовує Будду
Картина «Мара випробовує Будду» була створена невідомим китайським або центральноазійським художником, що жив та працював в період П'яти династій (907—960 роки). Експерти відносять її створення до початку X століття. Це полотно релігійного напряму було створене для буддійської літургії, по суті це буддійська ікона. Вона написана на шовку, її розміри 144,4 × 113 см.

## Походження
Картина зберігалася в одній з печер великого храмового комплексу в Дуньхуані, в так званій «печері манускриптів», де було складено безліч буддійських рукописних книг. Її виявив в 1908 році в ході експедиції французький синолог Поль Пелліо і разом з іншими буддійськими скарбами — рідкісними рукописами, статуями і творами живопису, відправив з Китаю в Париж. У 1909 році Пелліо повернувся до Франції і зайнявся складанням описового каталогу. Привезені ним рукописи (30 000 примірників) були передані в Національну бібліотеку Франції, а твори мистецтва віддані в Лувр. Пізніше, в 1945—1946 роках, твори живопису і скульптури, привезені Пелліо, з Лувру були передані в Національний музей східних мистецтв Ґіме. Серед них була і картина «Мара випробовує Будду», яка з тих пір зберігається в цьому музеї.

## Сюжет
На картині зображена кульмінаційна точка в житті засновника буддизму Будди - Сіддгартхи Ґаутами — ніч, проведена в медитації, його перемога в цю ніч над богом Смерті Марою, і поступове пробудження (або просвітлення). Будда, який пройшов до цього моменту тривалу духовну еволюцію від багатого царського сина до монаха-відлюдника, який зрікся заради цього усіх земних благ, прийшов до висновку, що і те, і інше не веде до істини. Істина, як це буває, відкрилася несподівано. «У 14-й день місяця вайшакха» Будда звично розташувався для медитації під деревом. Вночі зійшов повний місяць. Чоловік як завжди пройшов чотири стадії споглядання — так Гаутама щодня очищав свій розум. Далі він увійшов в звичний транс, перекривши всі п'ять каналів чуттєвого сприйняття, — так усмиряються бажання. Потім він увійшов у другій транс — в стан зупинки розумового потоку — точка, в якій виникають умиротворення і щастя. Далі він досяг точки рівноваги між тим, що радує, і тим, що відвертає. Потім, відкинувши радість і біль, піднесеність і пригніченість, він перейшов у четвертий транс. Однак кожне з цих чотирьох станів було не тільки внутрішнім психологічним просуванням, але одночасно і проникненням його духу в світову «справжню реальність». Найбільше цього просування Ґаутами до істини побоювався бог Смерті Мара. Бо Ґаутама здобував перемогу, перш за все, над ним — адже смерть невладна над Просвітленим.
Легенди свідчать, що Мара всю ніч Просвітлення бився то як скажений буйвіл, то як бог Зла, всіляко опираючись подвигу Сіддгартхи. Він насилав на нього натовпи злих духів, страшних перевертнів, але Будда навіть не помічав їх. Тоді в небесно-прекрасному образі і в шалено спокусливому вигляді з'явилися дочки Мари — втілення хтивості й інших згубних пороків. Але від них Будда був захищений силою великої Любові (майтри) і великого жалю (каруна) до всього живого. Слідом Мара влаштував землетрус і ураган, але жодна волосина не здригнулася на голові Будди — його охороняли десять якостей, придбаних ним в цьому і минулих життях: щедрість, моральна чистота, здатність до зречення, інтуїтивна мудрість, самовідданість, терпіння, правдивість, рішучість, любов до всіх істот і незворушність. Після цього бог Зла і Смерті відступив, схиливши свою непокірну голову перед Переможцем.

## Опис

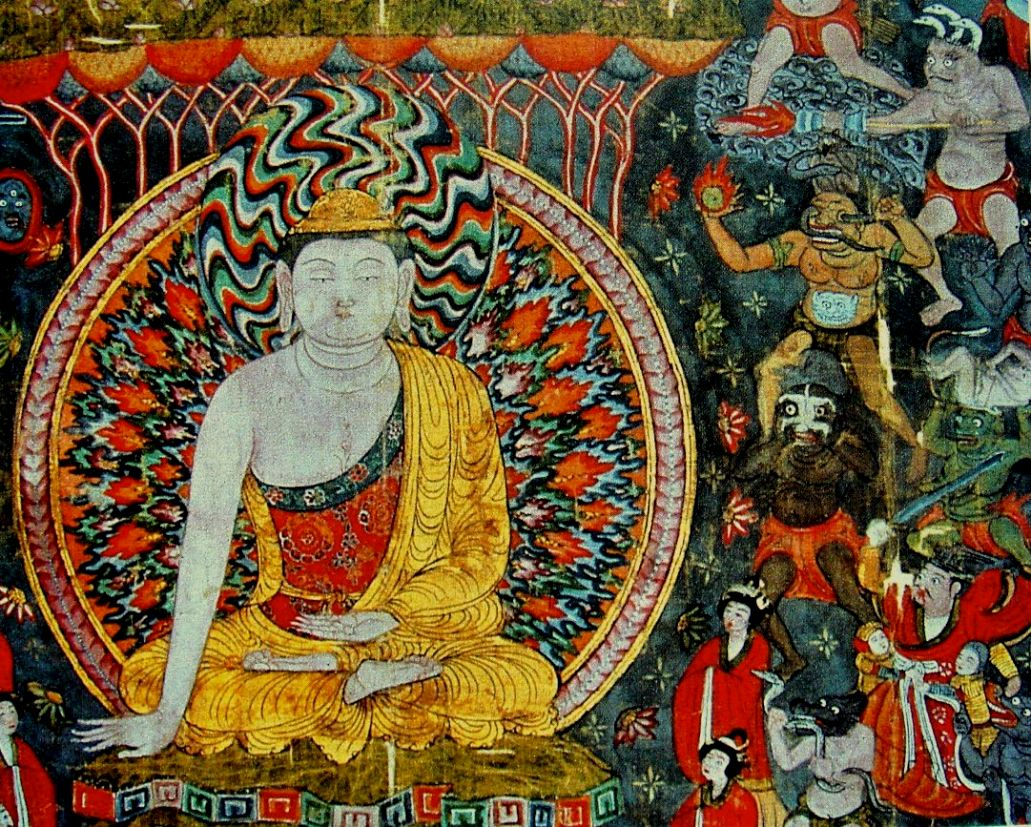
Мара випробовує Будду. деталь. поч. 10 ст. Париж, Музей Ґіме. У правому верхньому кутку: один демон кидає підпалену гранату, другий цілиться в Будду з «палаючої піки».

На картині зображена вища точка атаки нечисті, очолюваної Марою. В її центрі на алмазному троні сидить незворушний Будда. Навколо його тіла і голови світиться гало, що складається з духовної енергії, а за його спиною символічно зображено дерево, під яким він сидить. Вся сцена залита синюватим світлом — так художник хотів дати зрозуміти, що дія розгортається вночі, при місяці. Будда сидить в позі, яку в буддійській іконографії називають «бхуміспарша — мудра». З часів появи махаяни це одна з найпоширеніших поз, в яких зображувався Будда, — він закликає землю засвідчити те, що відбувається, торкаючись до неї, або опустивши праву руку вниз. Злісний Мара зображений біля трону праворуч від Будди; в червоному вбранні і золотій короні, в оточенні своїх хтивих дочок, він, піднявши руки, приголомшує символом своєї влади. На всьому іншому просторі картини твориться такий розгул нечисті, який не зустрінеш навіть на картинах Босха. Зі звірячими головами, з голів яких стирчать змії, з мордами невідомих монстрів, білі, жовті, коричневі, сині, і навіть зелені, вони полчищами наступають на Будду, з вереском та шипінням, стріляючи з усіх видів зброї, але все марно — силою свого просвітління Ґаутама прямо в повітрі перетворює їх стріли в квіти, які падають по всьому простору картини. У цьому злісному диявольському сонмі своєї особливо мерзенної фантазією виділяється демон, який, нахилившись і витріщивши очі, виділяє якийсь сморід з полум'ям прямо під носом Просвітленого. Однак і це демону не приносить успіху — Ґаутама незворушний.
З правого і з лівого боку картини зображені дванадцять образів Будди, а в нижній її частині сім скарбів чакравартіна — восьмикутник, воєначальник, кінь, слон і т. д., які також були символічними атрибутами Будди, і в різних поєднаннях увійшли в іконографію буддійських зображень; вони символізують владу Будди над «трьома світами».

## Озброєння
Художник, який написав цю картину, по суті зобразив війну. Незважаючи на всю фантастичність того, що відбувається, армія демонів, що наступає на Ґаутаму, озброєна за останнім словом техніки. У них мечі і луки, одна їх частина сидить на колісниці, організовано стріляючи з луків (у правому нижньому куті картини; в лівій частині картини така ж колісниця перекинута силою духу Ґаутами), інша частина воїнів стріляє зі спин слонів. Однак найдивовижнішим є те, що демони використовують порох. Один з них, на думку вчених, кидає порохову гранату, інший розмахує вогненним (пороховим?) списом або стріляє з примітивного рушниці. Ця картина є непрямим свідченням того, що порох китайці знали задовго до 1044 року, від якого до нас дійшла перша згадка про нього.

## Стиль
В іконографічному відношенні ця картина не має прямих аналогів; особливо це стосується зла і войовничості, з якими виступають демони Мари — для буддійського живопису вони безпрецедентні. Відомо безліч більш древніх зображень Будди в позі «бхуміспарша — мудра», але це єдине, що пов'язує попередню буддійську традицію з цією картиною. Її стиль представляє собою складну суміш з різних іконографічних впливів, поширених в буддійському мистецтві Центральної Азії того часу. Безлічі міст-оазисів, що процвітали уздовж Великого шовкового шляху, відповідало більшості тлумачень буддійської доктрини, тому картина буддизму в той період була не менше строкатою, ніж зараз, а результатом її з'явилися такі оригінальні твори живопису, як «Мара відчуває Будду».